# Dagmar (voornaam)
Dagmar is een van oorsprong Boheemse voornaam die meestal als meisjesnaam gebruikt wordt. Bekendheid kreeg de naam door het Deense werk Valdemar Sejr (Bernhard Severin Ingemann, 1826); na Denemarken raakte de naam ook in Noorwegen en Zweden in zwang en hierdoor wordt Dagmar thans als Scandinavische naam gezien.

## Etymologie
De naam stamt af van het Oudslavische Dragomir(a), dat bestaat uit dragi- (geliefd) en -mir (vrede). De Scandinavische vorm, Dagmær, komt van de woorden dagr- (dag) en mær (meisje).